# Souffleur
Il Soffleur è stato un sommergibile appartenente alla Marine nationale, seconda unità della classe Requin, affondato nel corso della seconda guerra mondiale  dal sommergibile britannico Parthian il 25 giugno 1941.

## Storia
Il Souffleur (Q-116) apparteneva alla classe Requin progettata dall'ingegnere del genio navale Roquebert (Sesto Programma 1922), la cui costruzione apparteneva alla Tranche 1922, del Programma Navale 23. La costruzione fu autorizzata il 14 aprile 1922, e il sottomarino fu impostato presso l'arsenale di Cherbourg il 19 ottobre 1922, e varato il 1 ottobre 1924. Il Souffleur fu allestito per le prove in mare il 10 ottobre 1924, con quelle di accettazione che si svolsero l'11 giugno 1925,  e l'unità entrò in servizio il 10 agosto 1926. Dal 1926 al 1939 il sottomarino fece parte della 6ª Squadriglia sottomarini (ESM).
A partire dal 1930 il Souffleur e altri sottomarini furono equipaggiati con una coppia di idrofoni sulla parte anteriore della barre che avevano una portata di 8.000 m su una raggio di 2°.  Il 15 ottobre 1935 il Souffleur entrò nei Chantiers de la Loire a Saint Nazaire per effettuare i grandi lavori di manutenzione, che iniziarono il 28 dello stesso mese.
Furono eseguiti la zincatura dei serbatoi di zavorra, la saldatura dei serbatoi carburante esterni, l'installazione di un'antenna periscopica al posto del periscopio di emergenza, la rimozione dei serbatoi interni 7 e 8 e la rimozione dei 2 siluri di riserva nella camera di lancio anteriore.
La revisione dei motori elettrici venne affidata alla CGE Nancy, quella dei motori diesel alla Schneider, e quella dell'apparato radiotelegrafico alla Loire Saint-Denis.
Effettuò le prove in mare il 19 luglio 1937, e rientrò in servizio attivo il 26 novembre dello stesso anno. Il 5 giugno 1937 l'Ammiragliato francese decise di riorganizzare le forze sottomarine e decise di effettuare una lunga crociera al fine di testare uomini e materiali. Il Souffleur e il Caïman partirono per il Mar Rosso. Nel 1939 navigò tra Aden, Porto Said, Beirut e Biserta. 
Allo scoppio della seconda guerra mondiale, il 1 settembre 1939,  il Souffleur faceva parte della 9ª Divisione sottomarini (DSM), in forza alla 5ª Squadriglia sottomarini (ESM) della 4ª Flottille de Premar IV a Biserta. Le unità della 9ª Divisione sottomarini (DSM) raggiunsero Casablanca per effettuare la sorveglianza delle isole Canarie, al fine di impedire alle navi tedesche di raggiungerle. Il 20 marzo 1940 il tenente di vascello Benoit Lejay assunse il comando del Souffleur, sostituendo il parigrado Bazoche .
Nel giugno 1940, in previsione dell'entrata in guerra del Regno d'Italia, la 9ª DSM, agli ordini dell'ammiraglio Esteva, operò nel golfo di  Gabès.
Dopo lo scoppio delle ostilità il Souffleur, al comando del tenente di vascello Benoit Lejay, parti insieme al Morse per dare il cambio ai cinque sottomarini salpati il 10 giugno. Il 22 giugno il comandante Lejay scrisse un rapporto in cui evidenziava la difficoltà di ricaricare le batterie degli accumulatori.
Con l'entrata in vigore dell'armistizio con la Germania, il 25 giugno, tutte le unità della 9ª DSM raggiunsero la base navale di Biserta dove furono disarmate. 
Il Caïman (Cdt Jean Baptiste Abel Golse), il Souffleur e il Marsouin (Cdt Briand) furono riarmati in tutta fretta nel febbraio 1941, in vista dell'invasione della Siria e del Libano da parte delle forze britanniche, assegnati alla Divisione navale del Levante per la difesa dell'Impero francese.
L'8 aprile le tre unità salparono da Biserta, scortate dal cacciatorpediniere Elan, e una settimana più tardi arrivarono a Beirut.
L'8 giugno 1941 le forze britanniche e della Francia Libera entrarono in Siria alle 2:00 del mattino, sostenute lungo la costa dalle navi britanniche del viceammiraglio Philip King Enright. I tre sottomarini furono inviati in missione di contrasto alle unità nemiche. Il Marsouin e il Souffleur si diressero verso i settori 2 e 3 di Tiro e Saïda. Il giorno 9 il Caïman fu gravemente danneggiato.
Alle 12:45 del 10 giugno il comandante Lejay lanciò un siluro contro l'incrociatore leggero Phoebe nei pressi di Tiro, ma lo mancò.
Il 25 giugno il Souffleur navigava in superficie alla velocità di 7 nodi per ricaricare le batterie quando fu sorpreso dal sommergibile britannico Parthian  2 o 3 miglia nautiche da terre tra Ras Damour e Ras Beirut, alle 12:48. Il Parthian lanciò una salva di 4 siluri, che furono avvistati e il guardiamarina Morange  tentò di manovrare al fine di evitare gli ordigni, di cui solo uno colpì il Souffleur all'altezza del cannone da 100 mm. L'esplosione tagliò in due il sommergibile che affondo immediatamente. Cinque uomini presenti in torretta riuscirono a salvarsi e tantarono ri raggiungere a nuoto la costa, che distava 4.000 m. Il marinaio silurista André Montagne non ce la fece e perì annegato. Dell'equipaggio si salvarono i marinai Fernand Brazy, Fernand Bruno, Marius Carlon e il quartiermastro Joseph Corbel, mentre le vittime furono in totale 52.
Il comandante Lejay e l'equipaggio del Souffleur vennero citati all'Ordine del giorno dal contrammiraglio Pierre Gouton. Il relitto, che giace a una profondità di 57 m, fu scoperto negli anni settanta del XX secolo ed esplorato nel 1994.